# 麓雲路駅
麓雲路駅（ろくうんろえき）は、中華人民共和国湖南省長沙市岳麓区にある長沙地下鉄2号線の駅である。

## 駅構造
- 島式ホーム1面

## 駅周辺
- 1、2号出入口：梅渓湖
- 3号出入口：柏家塘、金茂悦

## 付近のバス停
- 麓雲路出口：W116路区間線
- 近湖四路出口：W201路